# Roderich Stintzing
Georg Hieronymus Roderich Stintzing (Heidelberg, 12 febbraio 1854 – Jena, 5 aprile 1933) è stato un medico tedesco.

## Biografia
Stintzing studiò medicina presso le università di Bonn, Lipsia e Tubinga, ricevendo il dottorato nel 1878 a Bonn. Dopo la laurea rimase a Bonn come assistente presso l'Istituto di fisiologia di Eduard Pflüger (1829-1910). In seguito fu assistente di Hugo von Ziemssen (1829-1902) presso la clinica medica a Monaco di Baviera, e nel 1890 diventò professore associato e direttore della clinica medica presso l'Università di Jena.
Nel 1892 Stintzing conseguì il titolo di "professore" a Jena. Uno dei suoi assistenti più noti era il medico Ferdinand Gumprecht (1864-1947).

## Opere principali
Con Franz Penzoldt (1849-1927), è stato co-curatore dei sei volumi dal titolo  "Handbuch der speciellen Therapie innerer Krankheiten" (1894–96).
- 1. Bd. "Infektionskrankheiten.
- 2. Bd. "Vergiftungen; Stoffwechsel-, Blut-, und Lymphkrankheiten".
- 3. Bd. "Erkrankungen der Atmungsorgane und der Kreislaufsorgane".
- 4. Bd. "Erkrankungen der Verdauungsorgane" – Disorders of the digestive organs.
- 5. Bd. "Erkrankungen des Bewegungsapparates und des Nervensystems; Geisteskrankheiten" – Diseases of the musculoskeleton and nervous system. Mental illness.
- 6. Bd. "Venerische Krankheiten; Erkrankungen der Harn- und Geschlechtswerkzeuge, sowie der Haut".[1]